# John Randel Jr.
John Randel Jr. (1787-1865) est un cartographe, géomètre et ingénieur civil américain qui a mis en œuvre le Commissioners' Plan de 1811 à New York.

## Biographie

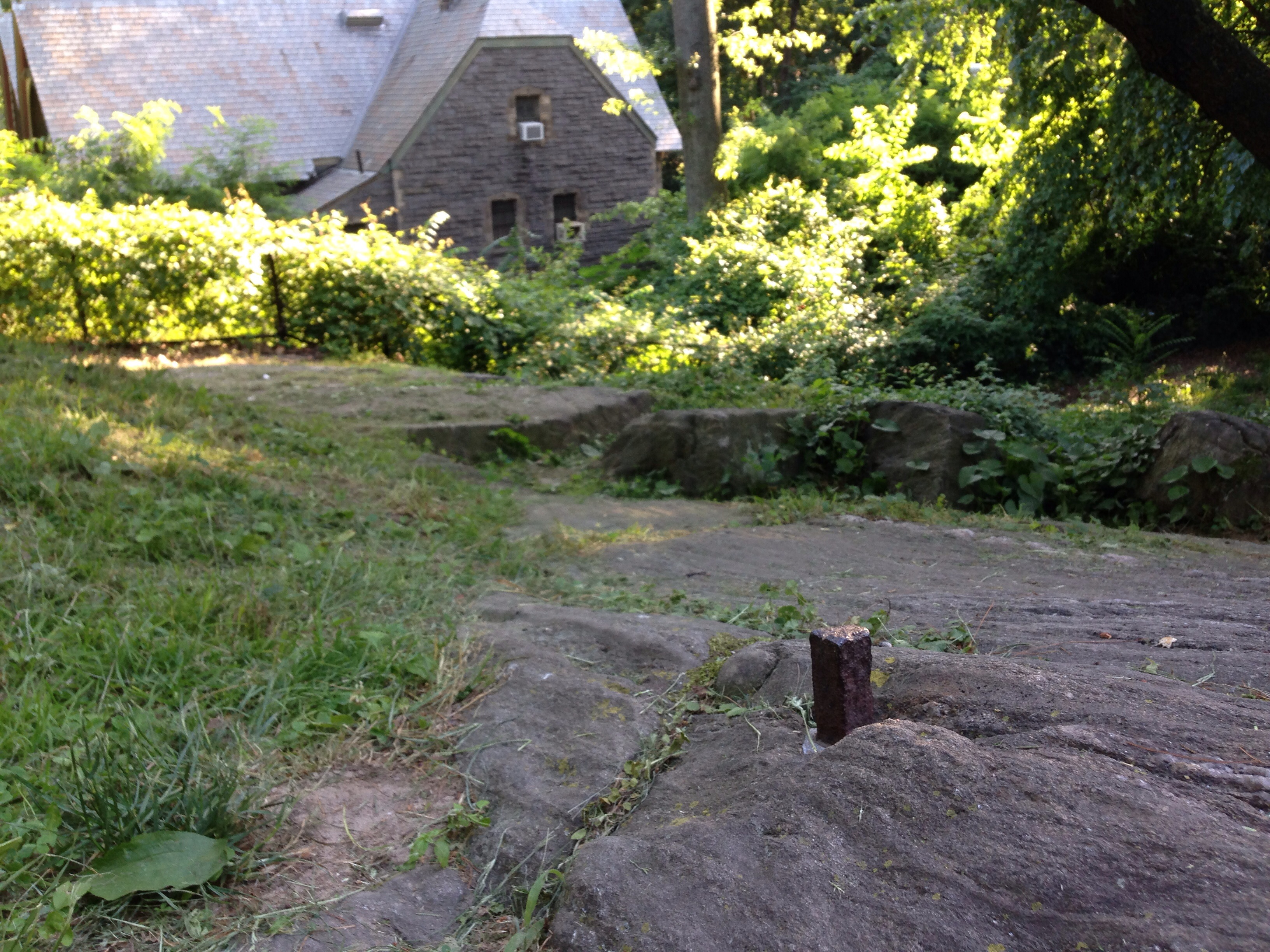
Piquet d’arpentage de John Randel Jr. marquant le croisement de la 6e Avenue et de la préservé lors de l’intégration de l’emplacement à Central Park.

John Randel Jr. est né à  Albany le 3 décembre 1787, d'un père John Sr. (1755-1823) descendant d'immigrants irlandais/écossais à la deuxième génération et d'une mère Catherine (1761-1836) originaire du New Jersey. Son père a servi dans la Guerre d'indépendance des États-Unis et s'est marié en 1780. Il a été élevé dans une communauté presbytérienne. Il a été placé comme apprenti auprès de Simeon De Witt (en) qui était surveyor général de l'état de New York. Le père de John avait servi pendant la guerre avec le frère de Simeon. Il devient son assistant, interprétant les cartes et les plans, et surveillant les lots de terrain en particulier dans le Comté d'Oneida.
Avec la recommandation de De Witt et malgré son peu d'expérience, il remplace à l'âge de 20 ans le responsable de la commission des rues de New York, Charles Frederick Loss, reconnu incompétent. Après la publication du Commissioners' Plan, il fallait le transcrire sur le terrain, et Randel et sa femme Matilda sont devenus géographes et réalisent des plans. Ils implantent des piquets dans Manhattan, matérialisant les parcelles rectangulaires caractéristiques de New York. Pour cela il a implanté 1 600 piquets, en inscrivant le n° de la rue à chaque intersection. Là où la roche l'imposait il utilisait de la poudre pour faire des trous. Un de ses piquets a été conservé et est encore visible dans Central Park. Par la suite il s'est engagé dans d'autres projets, tels que le Chesapeake & Delaware Canal.

## Galerie

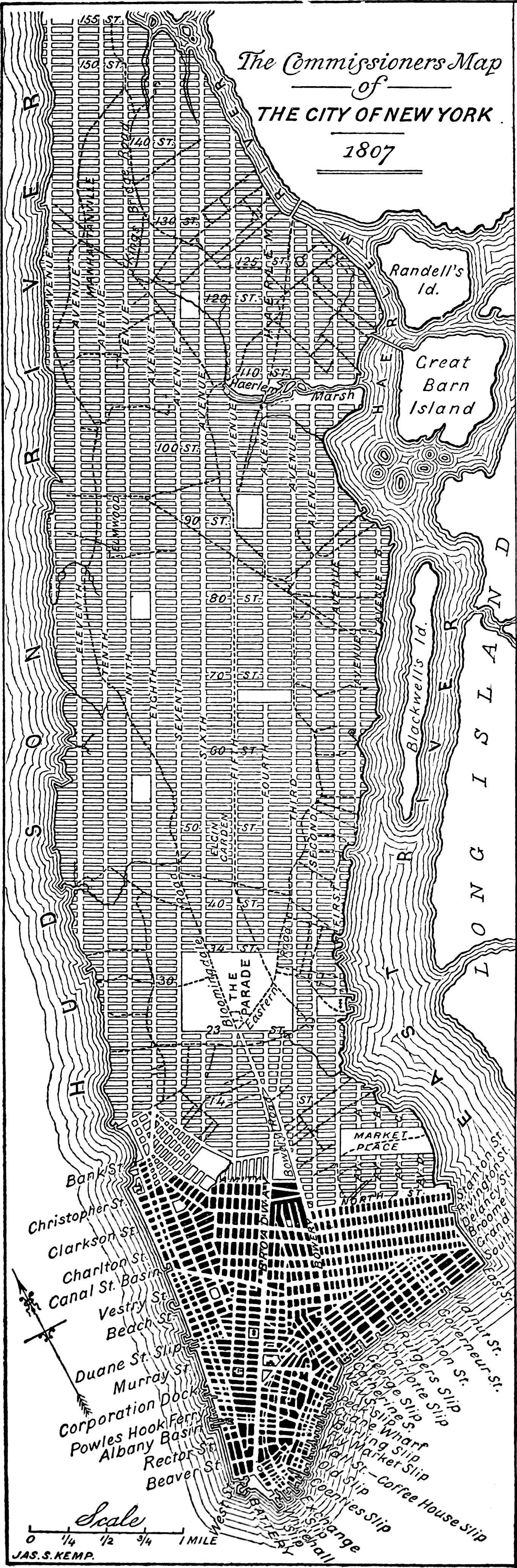
Version de 1807 du plan de Manhattan
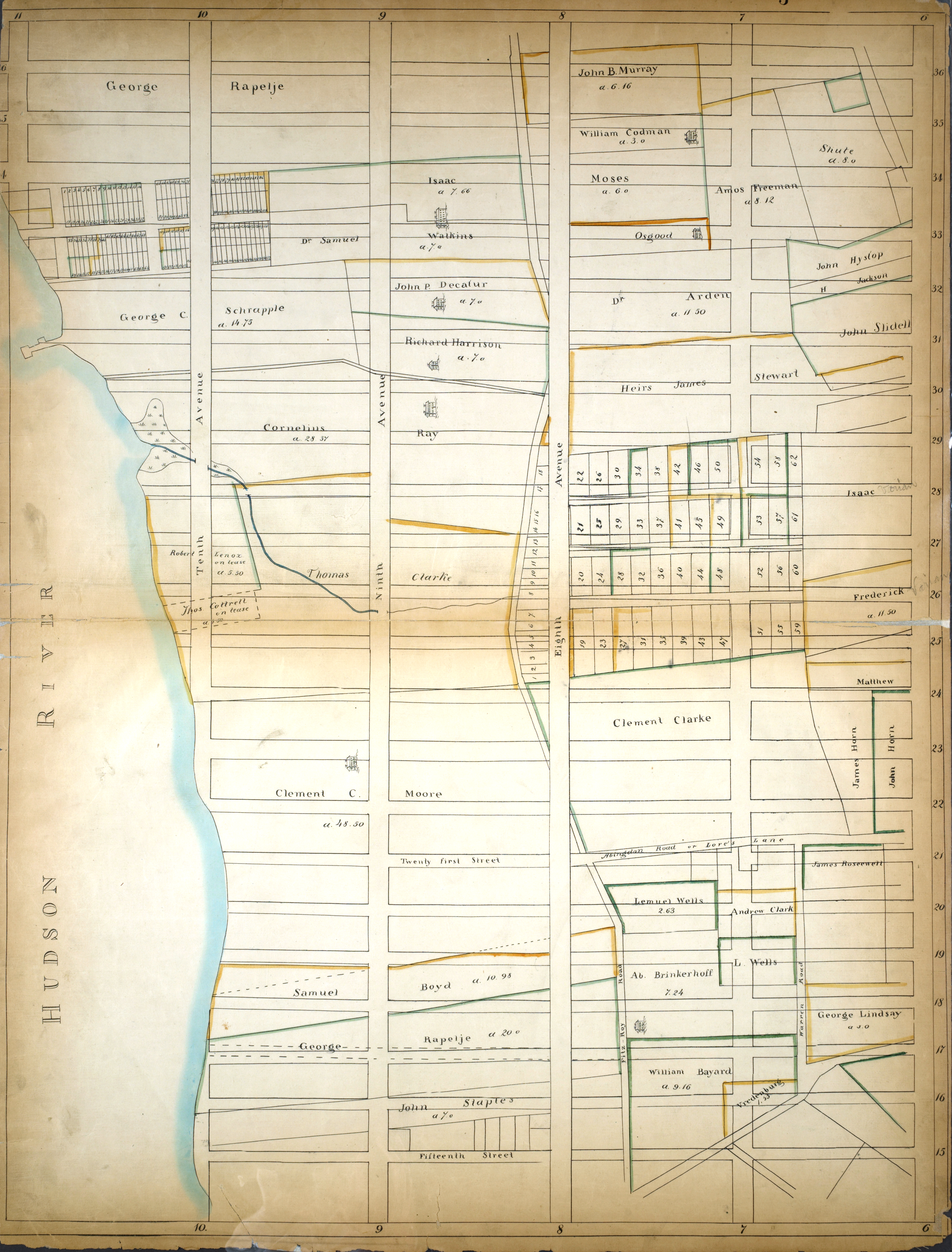
Un des plans détaillés de Randel montrant le découpage de Manhattan